# El Casteret
El Casteret o el Casteret de Les, és un monument i torre medieval defensiva situada sobre el turó la Torreta, del municipi i vila de Les, a la Vall d'Aran, declarada bé cultural d'interès nacional l'any 1949.

## Descripció
Documentada pel visitador reial Juan Francisco de Gracia de Tolva a principis del segle xvii, es tracta d'una torre de defensa o de guaita de planta rectangular, d'un castell que controlava l'accés a la vall des del costat francès, amb murs de gruixos de gairebé un metre d'amplària, i que va ser destruïda durant la guerra dels Segadors.
Els murs, d'uns 95 cm d'ample i amb 5,30 metres a la cara nord i 4,50 metres a la de ponent d'alçada, són fets amb carreus irregulars, sense treballar, de pissarra i granit, units amb morter de calç. Tenen parament a banda i banda i l'interior presenta un reble de morter i pedra petita; en general, el parament no forma filades, tot i que se n'observa alguna força irregular. L'angle nord-oest és el millor conservat, amb una alçada de 5 a 6 metres; el llenç de llevant està completament destruït. L'edifici era cobert amb una volta de la que en resta l'arrencament a les cares nord i sud. Les parets, que són bastides sobre la roca granítica del turó, sense rasa de fonamentació ni cap altra preparació, presenten diverses obertures, tipus forat de bastida, les unes a 1,20 metres del terra actual i les altres a 2,20 metres. Només al costat de migdia, a la base del mur, hi ha unes filades que sobresurten, potser col·locades com a reforç de l'estructura.